# 怪盜Joker 穿越時空的怪盜與失去的寶石
《怪盜Joker 穿越時空的怪盜與失去的寶石》，是由Inti Creates開發的任天堂3DS專用的遊戲。而萬代南夢宮娛樂於2015年6月25日開始發售。是一款有如怪盜喬克劇場版一般的遊戲。
當中出現了許多動漫《怪盜Joker》本身就有的角色，亦有遊戲中原創的角色。在原作的第21卷中，收錄了此遊戲的故事（特別篇）。該遊戲的早鳥優惠中，會送一本「早期購入特典」。

## 故事大綱
白銀之心的寶石「願望」被他人奪走了，奪走的人是一位名為羽戸武治的大富翁。喬克（玩家）要潛入羽戸的宅邸內，將寶物取回。但此時，自稱是亞森·魯邦的男子出現在眼前，他擁有壓倒性的實力，就這麼的把「願望」給取走帶回。
同時，自稱「怪盜同盟」的組織竟公開向喬克宣戰！此時喬克發現，參加者竟全都是在世界各地旅行、盜寶時所遇到的人！就連斯佩德和女王也加入了……
來吧，喬克。來一決勝負，看看世界第一的怪盜是誰吧……

## 遊戲敘述
遊戲的過程中時而會出現解謎的關卡，有時又要快速的按著操作鈕；常常會需要使用幻象口香糖變裝，有時又得想辦法觸發有趣的機關，因此這是一款考驗操作能力也考驗腦力的遊戲。
玩家將與喬克一同「創造奇蹟」。
還有一個不一定有人注意到的地方－Now Loading的畫面，是由兩個聚光燈的光及一些人影所組成，一開始人影只有喬克，但隨著同伴增加，人影也跟著增加了，意思是只要有新夥伴加入，那個人的人影就會出現在Now Loading的畫面中。
註：目前尚未有中文化的版本。
遊戲角色關係示意圖 （页面存档备份，存于）

## 操作

### 基本操作
基本上以十字方向鍵為主。
左、右鍵來前進、後退
下鍵躲藏
B鍵跳躍
下方畫面的くわしく可以查看該關卡的詳細說明

### 喬克之眼的使用
這部分寫的是有關於操作喬克之眼的方法
X發動喬克之眼
在啟動狀況下，十字鍵／方向鍵可移動光標
A鍵搜索
在喬克之眼發動中的狀態下，B可解除喬克之眼

### 偽裝（幻象口香糖）
要先啟動喬克之眼才能鎖定敵人，並且是有時間限制的

不可以在沒偽裝的情況下被警衛看到，會扣分

在第五關時，此功能基本上就不是偽裝用，而是防禦木乃伊的攻擊一次用的
A鍵來調查敵人
在調查敵人中按下X可以設置要變成的敵人是剛剛瞄準的那一個
按B解除喬克之眼後，Y可以使用幻象口香糖變身
下方畫面的L可以知道玩家還剩下多少口香糖，也會顯示玩家現在是以什麼樣的外貌顯示
當角色在某些特定的點上時，Y可以把口香糖吹出去，讓機器變成自己的樣子

### 氣球口香糖
這是一個可以暫時飛行的道具，一樣有時限
在空中按B鍵使用
十字下鍵+B鍵可解除

### 撲克牌
對手是人類的話，攻擊性招式只能使用スモーク
按A可以使出招式
按著A再按十字上或下可以改變發射角度
按R讓下畫面的選單可選擇模式
選到ノマール可以破壞對手的機器，但不能瞄準人類守衛，如果對守衛造成傷害會扣分
選到スモーク可以發射出煙霧，使被影響到的那一名守衛或機器暫時性失明
選到パクダン可以破壞瞄準的物體，但不能瞄準人類守衛，如果對守衛造成傷害會扣分
選到ストレートフラッシュ，可使出同花順使附近的所有守衛暫時性失明

### 其他互動操作
在翱翔喬克的方向盤前面按A可以前進（往下一關邁進時用的）
在第3關時，按下下方螢幕的「ミニマツプ」可以顯示地圖
下方螢幕會顯示一個列表，表示可以呼叫的人，觸擊想呼叫的角色，並按下「はい」即可呼叫他
麥克風
在某些情況下遊戲會請玩家對著麥克風吹氣，以啟動機關
機體本身
有時候遊戲會指示玩家把3DS機台，整個翻轉過來

## 關卡列表

### 第一關
地點：
羽戶的宅邸
預告函：
今晚，
我將取走羽戸武治先生擁有的寶石
「願望」
－－怪盜Joker

－－

關卡「失去的寶石」，由於是第一關，因此內含許多遊戲的操作說明。遊戲的過程中會出現很多的雕像，雕像所雕刻的都是在遊戲中會出現的角色，經過時會顯示文字，表示該角色的名字以及他的配音員是誰。
地點就在反派的宅邸中，進入的目的就如同上方預告函的內容，是為了將被羽戶武治奪走的「願望」拿回來，這一關結束時也第一次見識到了催眠。但喬克與魯邦一戰並且戰敗，後就被羽戶武治催眠，昏過去了，所以後來魯邦和羽戶武治之間究竟發生了什麼事，喬克也不知道。

參見：官網影片

### 第二關
地點：
天空之都馬丘比丘
預告函：
今日，
我將取走天空之都馬丘比丘的秘寶
「黃金之鷹」
－－怪盜Joker

－－

第二關「翱翔的神鷹」，地點其實是一座天空之都的遺跡，這關就開始有要解密、蒐集幾個鑰匙來開門了。這一關也開始有除了按鍵以外的互動了。在這關的最後面，要用喬克之眼搜索，然後就要對著麥克風吹氣來啟動機關。本關第一次出現了與被催眠的人戰鬥、躲避其攻擊的部分（第二關由於被喬克解除催眠的人是女王，所以是要躲避女王用鑽石之劍的攻擊）。
在這關會解除女王的催眠，讓她加入自己的陣營。

### 第三關
地點：
歌劇院
預告函：
今晚，
我將取走由歌劇院所保管的寶物
「幻影面具」
－－怪盜Joker

－－

第三關，「翩翩起舞的舞台」，共有四種警衛，玩家要變裝成不同的警衛，來進入某些房間。要充分利用幻象口香糖和撲克牌的功能。這一關的地圖範圍很大，而且非常的複雜，因此關卡內部有許多地方都設有提供部分地圖資訊的面板，使用喬克之眼搜索即可獲得資訊，增加地圖的資訊。

這關會解除斯佩德的催眠，讓他加入自己的陣營。
參見：官網影片

### 第四關
地點：
羅浮宮美術館
預告函：
今晚，
我將前往羅浮宮美術館
取走「亞森·魯邦的肖像畫」
－－怪盜Joker

－－

第四關「虛假的美術館」中，玩家的主要目標是要找到五個正確的轉輪，用撲克牌讓它轉動，以獲得打開前往寶物大廳的門的鑰匙。在獲得了所有的鑰匙、打開了五道大門後，魯邦會出現，叫喬克在3分鐘之內到他那裡。
成功在3分鐘內到達魯邦能力之後，就會發現寶物已經被魯邦拿走了，而他就站在那裡等著你。喬克就會下出自己會在1分鐘內搶到寶物的挑戰書，玩家就要操控喬克並想辦法打敗他。1分鐘過去後，玩家戰敗，喬克就會公布一件事，喬克一開始就決定要和小八分頭行動，其實喬克早就已經把寶物取走了，而剛剛魯邦爭鬥的人，其實是喬克的弟子－小八。所以這次是喬克贏了。
參見：官網影片

### 第五關
地點：
金字塔
預告函：
今日，
我將取走沉睡在金字塔中的秘寶
「太陽與月亮沙漏」
－－怪盜Joker

－－

第五關「甦醒的沙之迷宮」，地點是在沙漠中的金字塔裡，地圖內部有很多流沙的機關，要用撲克牌一一啟動（或停止）。這一關的敵人就不再是那些穿著制服、被寶物主人雇用的警衛，而是那些已經待在金字塔中幾千、幾萬年的木乃伊們。因為無需偽裝，所以幻象口香糖的功能變成了在使用的狀態下，可以防禦一次攻擊，而且可以攻擊而不被扣分。
這一關會解除影子的催眠，讓他加入自己的陣營。

### 第六關
地點：
翱翔喬克
預告函：
逃出翱翔喬克！

第六關「逃出翱翔喬克」，顧名思義，就是要從翱翔喬克中跳脫出去。至於為什麼要逃跑，那是因為怪盜同盟的人已經入侵到裡面來，而且已經佔領整艘飛行船了。玩家要去按按鈕，打開門，並在9分55秒之內，找到出路離開，這關就算完成。是這款遊戲中遊玩時間最短的一關。

### 第七關
地點：
羽戶的宅邸
預告函：
今晚，
我將再次前往羽戶武治的宅邸
取走寶石「願望」
－－怪盜Joker

－－

第七關「穿越時空的怪盜」，是這款遊戲的最後壓軸，因此這關最長，地圖也最大。關卡一開始會到一個有四個門和一個過關大門的大廳，要進去四個門裡想辦法通關。左上角黃色的門，地圖的設計與第五關相似；右上角藍色的門，關卡配置與第三關相似；左下角綠色的門，與第二關相像；右下角紅色的門，和第四關的遊玩模式相同。四個關卡通過後，就可以打開通往後面部分的大門。
後面會見到魯邦和羽戶武治，會有一段很長的劇情，說明喬克兒時曾經找到「願望」，並說出想要與魯邦一決勝負的事。
劇情結束後，就會與羽戶武治進行最終對決，他說他用「願望」穿越時空，對怪盜進行了豐富的研究，他都知道該如何對付怪盜了，因此他認為自己已超越了怪盜的極限，成為了「超怪盜」。接著他便躲進房間中，並叫出了兩隻機械大手。喬克與魯邦、小八對話後，小八與魯邦會先行離開，接著就是玩家與羽戶武治的對決了！那兩隻大手會隨機使出影子的血腥之雨、斯佩德的冰凍射擊或女王的砍擊。玩家要一邊閃避大手的攻擊，一邊想辦法用撲克牌攻擊機械大手，攻擊一定的程度後魯邦會出來攻擊羽戶所在的房間，把他趕出來，玩家也要把握機會攻擊他，如此重複多次直至打敗敵人。
最後，當然是為了奪回「願望」，而與魯邦的最終對決。遊玩這一段時，玩家的反應力要非常的好才行。玩家戰勝後，便會有一段動畫，內容是，喬克用「願望」將魯邦送回了他本來身處的18世紀，魯邦的身體便漸漸消失，最後留下了一句「這小子，真是太驚人了」，就消失無蹤了。喬克在魯邦離開後便說「真是的真是的，我們之間的比賽可還沒結束，我還想再與你一較高下呢！」
最後，故事就在喬克逃離鬼山警官的追捕下，結束了。

## 人物
此處的人物說明基本上只是說明該人物在遊戲中扮演的角色，如想看詳細資料，可參見條目怪盜Joker。
Joker（Joker，聲：村瀨步）
故事主人公。玩家操作的角色。在世界各地旅行、盜取寶物。總能屢次創造奇蹟。故事開頭時發出了預告函，表示要取走羽戸武治奪走的寶物，究極的寶石「願望」。
劇情中有一段是在回憶兒時，喬克在兒時曾經講過「想要和魯邦一決勝負」的話。
在遊戲劇情中，會負責把催眠解除（基本上就是把牌射到被催眠的人的頭上）。
阿八（Hachi，聲：小林由美子）
喬克的的夥伴，與喬克一起行動。有點讓人無法信賴（因為太弱了），但非常的相信喬克。
在玩家通過第一關時，會有一段小動畫，內容就是喬克發現小八被催眠，所以就瞄準小八的頭丟了一張牌讓他清醒過來。
因為此遊戲中，玩家的血量是有限的，當玩家的血量過低時，可以呼叫小八出來，他會做咖哩，可以幫玩家補血。（呼叫他時的樣子 （页面存档备份，存于））
Spade（Spade，聲：下野紘）
幼年時與喬克一同在白銀之心門下做怪盜修行。會在事前先做研究與計畫。個性謹慎，但有些高傲、自戀。擁有能夠使出「冰凍射擊」的槍。在遊戲中被羽戸武治催眠，並徵召進「怪盜同盟」中，後被救出。
催眠於第三關最後被喬克解除
呼叫斯佩德，他會用冰凍射擊把守衛機器與警衛暫時冰凍起來。（呼叫他時的樣子 （页面存档备份，存于））
女王（Queen，聲：澤城美雪）
幼年時與喬克一同在白銀之心門下做怪盜修行，是白銀之心的孫女。精力充沛且有點愛吃的女孩子。拿料理沒轍。劍術高超。在遊戲中被羽戸武治催眠，並徵召進「怪盜同盟」中，後被救出。
催眠於第二關最後被喬克解除。
遊戲中的某些地方，會被封起來，上面如果有畫一個菱形的話，可以呼叫女王來砍掉它。（呼叫她時的樣子 （页面存档备份，存于））
影子喬克（Shadow，聲：齊藤壯馬）
與喬克長得十分相似的謎之男子。雖然長得很像喬克，但個性殘暴。非常大膽。總是帶著一把雨傘，會用那把傘發射出血腥之雨。在遊戲中被羽戸武治催眠，並徵召進「怪盜同盟」中，後被救出。
催眠於第五關最後解除
玩家若呼叫影子，他就會使出血腥之雨，攻擊附近的敵人。
如果在不對的地方呼叫影子，他會瘋狂地使出血腥之雨，把附近的警衛全部打傷，害玩家扣很多分（像這樣 （页面存档备份，存于））
白銀之心（Silver Heart，聲：島田敏）
喬克、女王、斯佩德，三個人的師父。擁有「銀色魔術師」之稱的傳說怪盜。一個怪盜天才，但基本上他的個性非常的麻煩與粗糙。常常閃到腰。（呼叫他時的樣子 （页面存档备份，存于））
魯邦（Arsène Lupin，聲：福山潤）
擁有紫色長髮。遊戲的原創角色。
18世紀時傳說中的怪盜，手持能伸縮自如的權杖「ビザール・バトン」。遊戲中是非常重要的角色。他用傳說中的寶石「願望」，花了很久的時間穿越到了現在，突然出現在喬克的面前，並和喬克展開了一場對決。對自己很有自信，擁有堅強的實力，能夠自由自在的變裝，是怪盜界的巨擘。
該角色的初出場是在第一關通過後的小動畫中，高高的站在塔上，然後跳下來與玩家對話。
該角色最後被喬克用「願望」送回18世紀了。
羽戸 武治（はねど たけはる）
會用懷錶催眠怪盜，是集合了組織「怪盜同盟」的領導人，聲稱自己是「超級怪盜」。最後他的催眠被解除。是遊戲中的反派。一個有錢人，偷走了「願望」。
ゴクオー
漫畫《ウソツキ!ゴクオーくん》中的角色。: 在遊戲中以隱藏版角色登場（蒐集到3個QR碼就可以獲得）。
帕斯卡老師
漫畫《100%帕斯卡老師》中登場的角色。在遊戲中是隱藏版角色（在《月刊corocoro comic》的2015年10月號上刊載的QR碼有可以使用的可能性，現在在遊戲公式的HP上即有確定能用的QR碼）。

## 開發
高橋英靖為原作漫畫《怪盜喬克》的作者，在漫畫的第21卷中，亦有以此遊戲的劇情為基礎畫出的漫畫特別篇。
遊戲開發商為Inti Creates。遊戲內動畫製作基本上就是電視動畫製作的原班人馬（可見此處）。角色的配音員也與電視動畫中相同。
在第四關出現的彩虹喬克，是在月刊CorocoroComic的2015年5月號上募集而來，並且得到優勝的作品。繪者為田道れいむ。原作者高橋英靖老師，給了這張作品相當好的評價。

## 發行
2015年1月，萬代南夢宮娛樂發佈了《怪盜Joker》將推出任天堂3DS遊戲的消息。遊戲的試玩版於6月18日開放下載，並在6月25日正式發售。

## 備注
1. ↑  限量的，送完為止
2. ↑  日文名稱為アルセーヌ・ルパン
3. ↑  某些時候，遊戲會讓你可以變成某個特定的物品。且那個時候口香糖的時間限制會變長
4. ↑  使用過的口香糖經過一段時間會補充回來
5. ↑  仔細看的話就會發現，那五把鑰匙的形狀似乎與Joker有些相似
6. ↑  在路上的某處有一個機關，如果使用喬克之眼調查它並使用幻象口香糖，就可以變成彩虹喬克
7. ↑  仍然有時間限制，但時間較長
8. ↑  原文是「この子、素晴らしいただ」
9. ↑  原文應為「やれやれ、俺もあなたと勝負生きて、むかしお願いかなだよ」
10. ↑  在製作人員名單結束後，白銀之心還會在出來講幾句話，接著他就閃到腰了。到這裡，這款遊戲就全部結束了。
11. ↑  他只是在遊戲中做魯邦的聲優，並沒有在動畫中出現
12. 他只是在遊戲中做羽戶武治的聲優，並沒有在動畫中出現
13. ↑  他操控了：斯佩德、女王、影子喬克、洗牌姐妹花、惡夢騎士、克拉溫·骷髏、サイバー·モンキー、バッファロー·キッド、ドクター·プラス、ミルフィーユ、ナックル、毒牙糖糖、デッシー、幸運金字塔、迷你迷你王、honey等人

## 外部連結
- （日語）怪盜喬克遊戲「穿越時空的怪盜與失去的寶石」遊戲公式 （页面存档备份，存于）

- （日語）怪盜喬克遊戲「穿越時空的怪盜與失去的寶石」任天堂官網 （页面存档备份，存于）

- （日語）Amazon的此遊戲販賣頁